# Kostjantyniwka (Wosnessensk)
Kostjantyniwka (ukrainisch Костянтинівка; russisch Константиновка Konstantinowka) ist eine Siedlung städtischen Typs in der ukrainischen Oblast Mykolajiw mit etwa 2200 Einwohnern (2014).
Kostjantyniwka grenzt an die Stadt Juschnoukrajinsk und liegt am linken Ufer des Südlichen Bugs im Rajon Wosnessensk gegenüber dem, mit einer Fähre verbundenen Dorf Bohdaniwka, 127 km nordwestlich vom Oblastzentrum Mykolajiw und 19 km südwestlich vom ehemaligen Rajonzentrum Arbusynka.
Das im Jahr 1703 gegründete Dorf erhielt 1976 den Status einer Siedlung städtischen Typs.
Am 12. Juni 2020 wurde die Siedlung ein Teil der Stadtgemeinde Juschnoukrajinsk; bis dahin bildete sie zusammen mit dem Dorf Buske (Бузьке) die Siedlungratsgemeinde Kostjantyniwka (Костянтинівська селищна рада/Kostjantyniwska selyschtschna rada) im Südwesten des Rajons Arbusynka.
Am 17. Juli 2020 kam es im Zuge einer großen Rajonsreform zum Anschluss des Rajonsgebietes an den Rajon Wosnessensk.